# Slage
Vous lisez un « bon article » labellisé en 2021.
Slage est un projet de jeu vidéo développé par Ankama Games, débuté en 2009 puis annulé en 2012. Hack 'n' slash massivement multijoueur en temps réel, il devait être le premier jeu en 3D de la société.
Le développement d'un nouveau jeu intégrant l'univers des deux MMORPG phares Dofus et Wakfu commence durant le printemps 2009. Il a pour ambition de diversifier le catalogue des jeux Ankama, à la fois par son genre, sa stratégie en temps réel et ses graphismes, ainsi que d'élargir le public, grâce à un contenu davantage mature et sombre. Le joueur incarne un personnage fait prisonnier par des Démons dans un monde parallèle et dont les combats sont la seule issue de survie. Le jeu est articulé sur l'exploration de donjons, voulue frénétique, et les combats qui s'y produisent, sans jeu de rôle.
L'équipe de production développe le jeu pendant une année avant de l'annoncer durant une convention Ankama en 2010. Sa première version jouable est proposée un an plus tard et un bêta test est annoncé pour la fin d'année 2011. Cependant, le développement se complexifie, l'équipe se mutine en interne et celui-ci ne voit jamais le jour. Après une dernière année de développement infructueux, le projet Slage est abandonné en octobre 2012.

## Trame
Slage prend place dans l'univers heroic fantasy du Krosmoz, développé depuis 2004 autour des MMORPG Dofus et Wakfu (alors en production depuis 2006, sorti en 2012). Il est construit sur un système transmédia, proposant des jeux vidéo (Wakfu : Les Gardiens, Dofus Arena, Islands of Wakfu), des séries animées (Wakfu) ou des bandes dessinées (Dofus),.
Les scénarios des deux jeux prennent place sur la planète du Monde des Douze. Elle porte le nom des douze dieux dominants, dont chacun d'entre eux a offert à ses disciples des dons particuliers (représentant les classes jouables). Slage (contraction de slave et age) propose une trame similaire à celle du MMORPG Dofus Arena : les Démons des Heures, enfermés par le dieu du temps Xélor dans une prison située hors du temps et dénommée Hormonde, s'amusent à faire combattre des aventuriers qu'ils extraient de différentes époques du Monde des Douze. S'ils souhaitent pouvoir recouvrir à leur liberté, ces derniers doivent réussir aux jeux des Démons. Les Démons se nourrissent également de la furie dégagée par ceux qu'ils ont pris au piège afin d'augmenter leur puissance, espérant renverser les Dieux et prendre le contrôle du Monde des Douze,.
Slage est présenté comme un jeu davantage mature et adulte que ses prédécesseurs de par son aspect sombre et gore,,. L'univers proposé aux joueurs dans l'Hormonde est une île de terre suspendue dans le vide. Le jeu reprend les classes de personnages, différents personnages non-joueurs, donjons et équipements de Dofus et Wakfu,.

## Système de jeu

### Généralités
Dans la lignée des jeux vidéo d'Ankama, Slage est un jeu en ligne massivement multijoueur. De genre hack 'n' slash, le jeu et son univers sont articulés autour de l'exploration de donjons en temps réel. Jeu PC, le contrôle se fait à la fois par clavier et souris. Contrairement à ses prédécesseurs, aucun jeu de rôle n'est proposé, mais il comprend certains de ses éléments. Le monde extérieur aux donjons est composé d'une île centrale où les joueurs peuvent se retrouver, discuter, commercer, troquer, former des guildes et des groupes et gérer leur inventaire personnel et leur équipement.
Les combats, qui sont donc uniquement contre des monstres, se font en groupe et puisent dans un aspect coopératif. Les donjons représentent la majeure partie du gameplay connu de Slage, grâce aux informations communiquées en convention ou sur un blog tenu par les développeurs.
Les graphismes de Slage sont réalisés entièrement en 3D. La caméra est en vue de dessus et l'usage de la 3D permet des mouvements de caméra, comme une rotation ou des zooms. Le style visuel, au rendu cartoon, grâce à un ombrage de celluloïd, reste dans la continuité des autres jeux Ankama. Les personnages ont une apparence mignonne et super deformed d'inspiration manga. Cette inspiration est revendiquée par les développeurs, qui qualifient leur jeu de « brutal kawaii », en raison de ses combats sanglants et de ses animations gores « à la Happy Tree Friends ». Un filtre parental pour le plus jeune public permet de désactiver cet aspect,.

### Personnages jouables

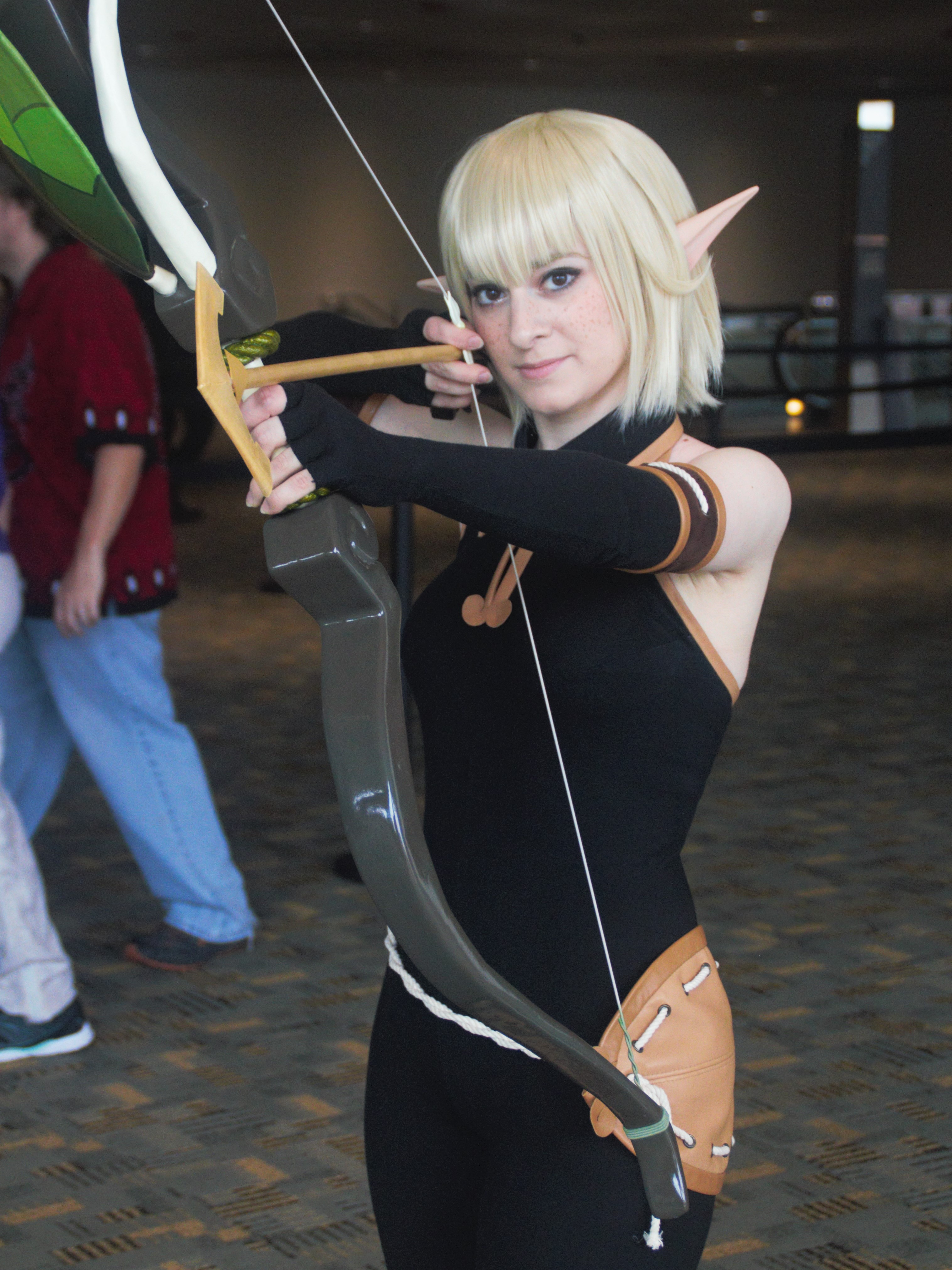
Cosplay d'une Crâ de Wakfu.

À l'instar de Dofus et Wakfu, le joueur peut incarner différentes classes de personnages jouables personnalisables, qui possèdent des sorts et des compétences qui leur sont propres. Leur apparence peut être modifiée à la création. Quelques-unes d'entre elles sont connues : le Iop et le Sacrieur, classes guerrières, le Crâ, combattant archer à distance, l'Eniripsa, guérisseur ou l'Osamodas, invocateur.
Chaque classe possède trois branches de développement de ses caractéristiques,, associées à des compétences passives et des sorts spéciaux. Les personnages progressent par le gain de niveaux. Ils peuvent aussi améliorer leurs compétences en portant des équipements, dont des panoplies à fabriquer.

### Système de combat
Les groupes de combat sont limités à quatre joueurs maximum, l'équipe de production expliquant qu'« à plus de quatre joueurs l'expérience  de jeu s'appauvrit à cause d'un trop grand nombre d'éléments à analyser pour les joueurs. Quatre joueurs est le meilleur équilibre que nous ayons trouvé pour s'amuser à plusieurs tout en comprenant ce qui se passe autour de soi. ». Même si seuls les combats contre l'environnement ont été présentés, l'équipe n'exclut pas l'hypothèse de combats joueur contre joueur en 2010.
Slage propose une stratégie en temps réel dont la coopération entre les joueurs est un point central pour la réussite en combat, ; son gameplay est décrit comme « facile à appréhender, mais difficile à maîtriser ». Avant d'entrer en combat, le joueur doit constituer son propre deck de sorts, au nombre limité à sept sorts sur une batterie plus importante. Il n'est plus modifiable ensuite. Les sorts, dont les effets sont en zone, ont différents usages : ciblés, instantanés ou passifs et ont des effets d'attaque, de défense ou de soin. Certains sorts peuvent être joués en combo, ce qui additionne leurs effets. Les classes sont construites de façon que leurs sorts puissent être utilisés de façon complémentaire, afin d'inciter à la coopération.
Les sorts nécessitent la dépense de points d'action pour être utilisés. La jauge de points d'action est une des trois jauges que le joueur doit gérer durant un combat, avec la jauge de points de vie, qui provoque la mort si elle tombe à zéro, et celle de « Furie » qui permet l'utilisation de sorts ultimes. La jauge de points d'action, à son maximum de cent points au début du donjon, se consume à chaque utilisation d'un sort, dont le coût varie selon sa puissance. Elle se régénère progressivement et requiert l'attention du joueur, qui doit veiller à ne pas être à court de points, ce qui aurait pour conséquence de le rendre incapable d'attaquer pendant un certain temps.
La Furie (appelée « points de Wakfu » lors de la première démonstration) permet l'utilisation d'un sort puissant. Chaque classe possède trois sorts de Furie (chacun associé à une branche de compétences), mais ne peut en équiper qu'un avant d'entrer en donjon. La Furie se charge soit en fonction de l'intensité du combat, soit par le gain de bonus obtenus dans le donjon. En revanche, si l'intensité du combat faiblit, la jauge se décharge. Une fois à son maximum, ce qui requiert un certain temps de jeu, elle peut être utilisée, en totalité, pour jouer un sort de Furie présélectionné.
Les personnages non-joueurs adverses possèdent eux aussi leur propre jauge de Furie. Le butin qu'ils lâchent après avoir été battus est réparti sur plusieurs niveaux de raretés.

### Donjons
Les donjons, aspect central du jeu, sont des lieux instanciés. Avec une génération aléatoire (à la fois des salles, de leur composition et de leurs décors), ils proposent des combats contre plusieurs hordes de monstres. Leur taille comme leur difficulté dépendent du nombre et du niveau des joueurs. La durée d'une partie dans un donjon est comprise entre quarante-cinq minutes et une heure. Sur l'Hormonde, les donjons peuvent se situer en intérieur ou en extérieur et des quêtes sont rattachées à leur scénario. Les joueurs sont récompensés par des succès.
Les combats prennent place dans des salles, entrecoupées par des « chambres du phénix », qui sont des salles de checkpoint sans combat où les joueurs morts et déconnectés réapparaissent et peuvent retrouver leur équipe. Il s'agit également des seuls lieux où le deck de sort peut être modifié. Un boss final attend les joueurs en fin de donjon, et d'autres, dits « intermédiaires » et moins puissants, sont proposés durant l'exploration. Celle-ci doit être frénétique ; ainsi, afin d'inciter les joueurs à ne pas tarder dans leur progression, une vague d'une vingtaine à une trentaine de monstres est invoquée s'ils ralentissent.

## Développement

### Historique

#### Début du développement
Le développement de Slage débute au printemps 2009, avec une équipe d'une douzaine de développeurs, dans les studios d'Ankama Games, société basée à Roubaix dans le Nord de la France et connue depuis 2004 grâce au succès de Dofus. La société gère à la fois le développement, la distribution, l'édition et l'exploitation de Slage. Se voulant plus sombre que les précédents, le jeu est la première tentative du studio d'élargir son public et de diversifier son catalogue. Il cible des joueurs plus âgés, des adolescents et jeunes adultes amateurs du genre hack 'n' slash. Sa production se situe dans un contexte de ravivement des jeux du genre, Diablo III, Dungeon Siege III et Torchlight II étant développés simultanément.
Le développement en 3D, alors que les jeux précédents étaient tous réalisés en 2D, demande à Ankama de concevoir son propre moteur de jeu 3D. Slage est aussi développé avec un éclairage dynamique et sur le moteur physique PhysX de Nvidia. À l'instar des autres jeux du studio, le rendu reste simple afin que le jeu soit accessible à un maximum de configurations. Spécialisé dans les combats en tour par tour, il est le deuxième jeu du studio, après Islands of Wakfu, à proposer de l'affrontement en temps réel. Il intègre l'univers du Krosmoz, ce qui lui permet de bénéficier à la fois d'un background et d'un gameplay complets ainsi que d'un public important,.
Ankama annonce le développement du nouveau jeu en avril 2010, présenté à la presse comme « un jeu d'un genre très différent de toutes les autres productions », sans communiquer de date de sortie. Sa présentation est prévue à l'Ankama Convention 5, salon autour des produits de la société, devant se dérouler le même mois,. En amont de l'évènement, Ankama met en ligne un site promotionnel et promet de dévoiler le nom du jeu si trois millions de clics cumulés sont effectués sur un Tofu animé — volatile de l'univers de Dofus. Le site est ouvert le 7 avril et les trois millions de clics sont obtenus dans la nuit du 8 au 9 avril,. Slage est présenté par Ankama comme son premier hack 'n' slash et son premier titre entièrement en 3D.

#### Premières versions jouables

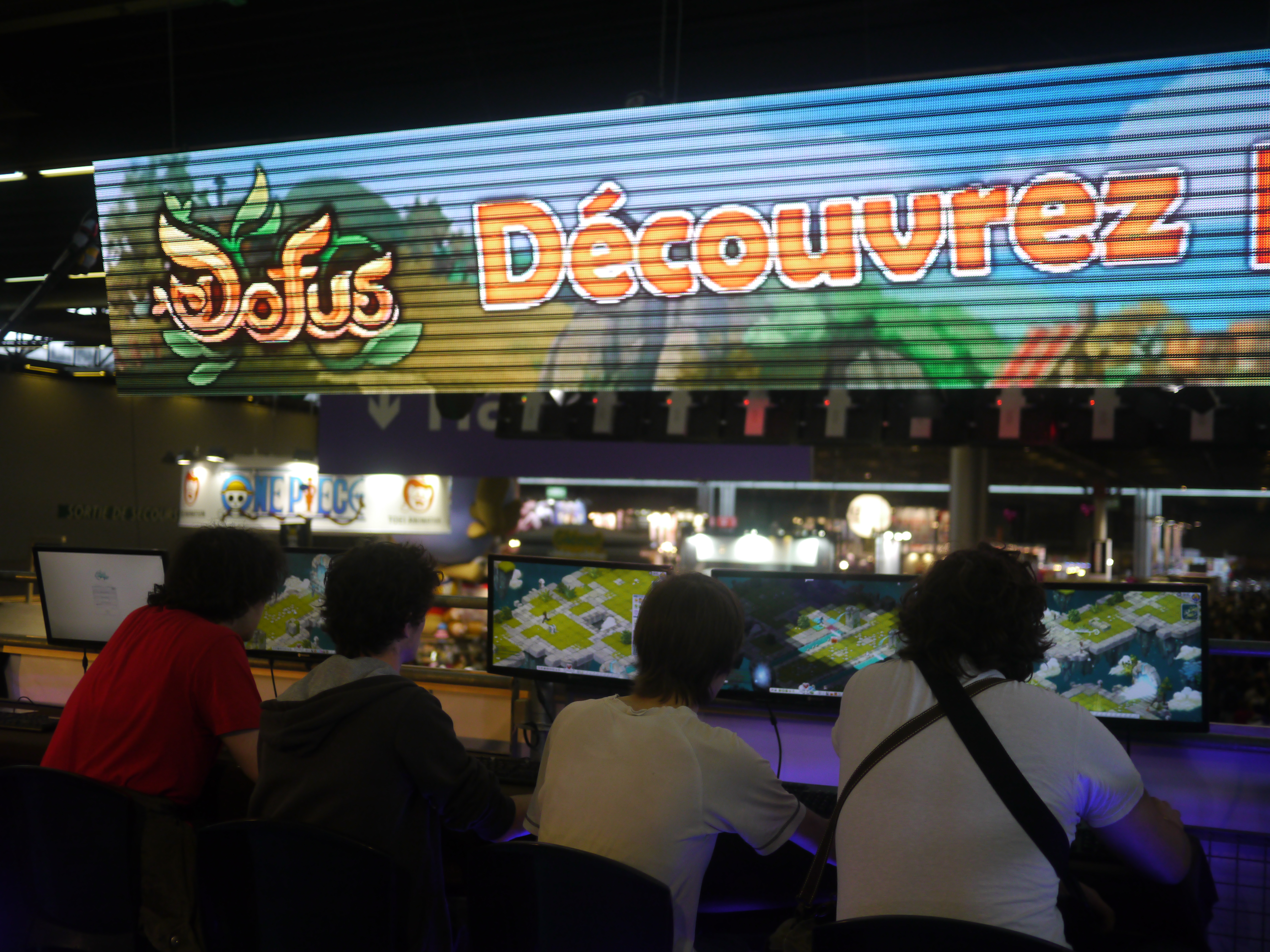
Stand de Dofus et Wakfu à la Japan Expo 2012.

Une version jouable d'une demi-heure est présentée par les développeurs, mais n'est pas proposée au public. Elle ne présente que l'aspect des combats et des donjons, dans une version facilitée et moins sanglante. Trois classes sont jouées : Crâ, Eniripsa et Iop. La critique vidéoludique, sur la base de la présentation maigre, ne voit pas en Slage un jeu innovant, mais apprécie sa patte graphique, et son ton décalé, différent du sérieux des univers classiques du genre hack 'n' slash.
Un devblog, blog tenu par l'équipe de développement, est ouvert à l'issue de la convention. Deux premières vidéos sont mises en ligne en août 2010, présentant les décors et les créatures de l'île de l'Hormonde et un affrontement contre un boss de donjon — semblable au Melou de Dofus —, par une équipe composée des classes Crâ, Eniripsa et Iop. Une troisième vidéo présentant le gameplay est diffusée en mai de l'année suivante,.
| Vidéos externes |                                                               |
|                 | Extrait de la démonstration de l'Ankama Convention 5.         |
|                 | Vidéos communiquées en 2010 et 2011, sur le site de Gamekult. |

Le jeu est de nouveau présent lors de la sixième édition de l'Ankama Convention en 2011, où une version jouable est proposée aux visiteurs. Elle comporte deux donjons, écourtés et simplifiés, sur le thème des Roublards et des Zobals, nouvelles classes de personnage dans les MMORPG de la société qui sont le thème du salon, avec pour boss les personnages représentants de chacune de ces classes, respectivement Remington et Maskemane. Le système de Furie et, en plus des classes déjà présentées précédemment, une nouvelle est jouable : Sacrieur, classe de guerriers sanguinaires.

#### Arrêt de la production
À la sortie de l'Ankama Convention 6, l'équipe de développeurs promet un bêta-test pour la fin d'année 2011. Cependant, elle cesse toute communication vers le milieu de l'année,. En interne, l'équipe est en crise, se mutine et voit le départ de son programmeur en chef (en). Le PDG d'Ankama, Anthony Roux, appelle à mettre fin au développement. Le jeu change de mains et voit ses plans être complètement modifiés. L'annulation du bêta-test est annoncée au dernier moment, à la fin du mois de décembre 2011. L'accent est mis sur une refonte de la ligne artistique. Les graphismes bénéficient de davantage de détails et de couleurs, dans le but de leur donner un aspect plus mignon. L'interface de jeu est elle aussi revue. Les développeurs cessent une nouvelle fois toute communication, jusqu'à que Slage soit annoncé pour l'Ankama Convention 7 de mai 2012, mais l'évènement est annulé.
L'arrêt du développement du jeu est annoncé en octobre 2012, Ankama indiquant seulement que « le jeu ne correspondait tout simplement plus aux objectifs actuels de la société ». Seul un donjon a été finalisé. Le coût de production s'élève à un total de deux millions d'euros.
Plusieurs extraits vidéos inédits, issus de la dernière mouture du jeu, sont dévoilés en octobre 2015.

### Exploitation prévue
Le modèle économique prévu est la vente par téléchargement. L'abonnement mensuel, pratiqué dans Dofus, est catégoriquement refusé,,. L'exploitation du jeu est prévue à l'international, sur une base de cinq langues annoncées en 2010, dont le français et l'anglais. Exclusivité PC pour Windows, l'équipe de développement ne refuse pas un portage possible sur Linux et macOS, en fonction du rendement.

### Presse papier
- « À venir : Slage », Canard PC, no 212,‎ mai 2010
- Lucky, « Slage, le hack'n slash made in Roubaix », Joystick, no 231,‎ juin 2010, p. 24-25
- « Actualité : Slage », PC Jeux, no 148,‎ juin 2010